# Museo Nacional de Arte Medieval

Logotipo del Museo Nacional de Arte Medieval.

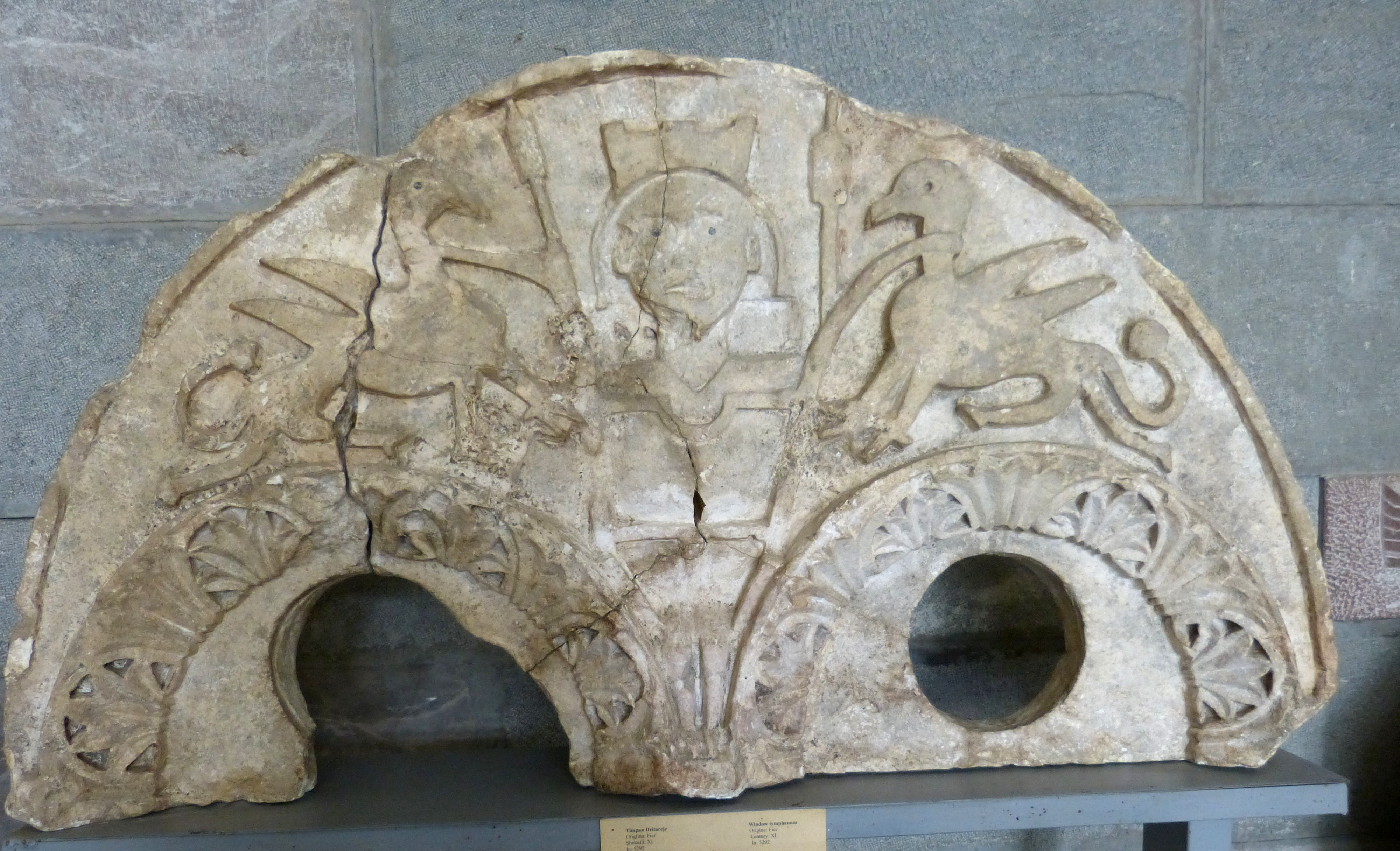
Bífora con un relieve de Alejandro Magno, procedente de la Iglesia de San Nicolás en Kurjan.

El Museo Nacional de Arte Medieval (en albanés, Muzeu Kombëtar i Artit Mesjetar) es un museo en Korçë, Albania. Fue fundado el 24 de abril de 1980. 
Su fondo cuenta con más de 7.000 objetos culturales y artísticos, principalmente relacionados con el arte cristiano bizantino y postbizantino, con una colección de iconos, considerada como una de las más importantes de Europa, en piedra, madera, metal y textil que representan varios momentos del desarrollo iconográfico de Albania. 
En el salón principal se exhiben alrededor de 200 obras de arte de artistas anónimos de los siglos XIII y XIV y también de renombrados artistas como Onufri, Onufër Qiprioti, Simone de Ardeniza, el Maestro Kostandini, Jeromak Shpataraku, David Selenica y los Hermanos Zografi.